# Fomivirsen

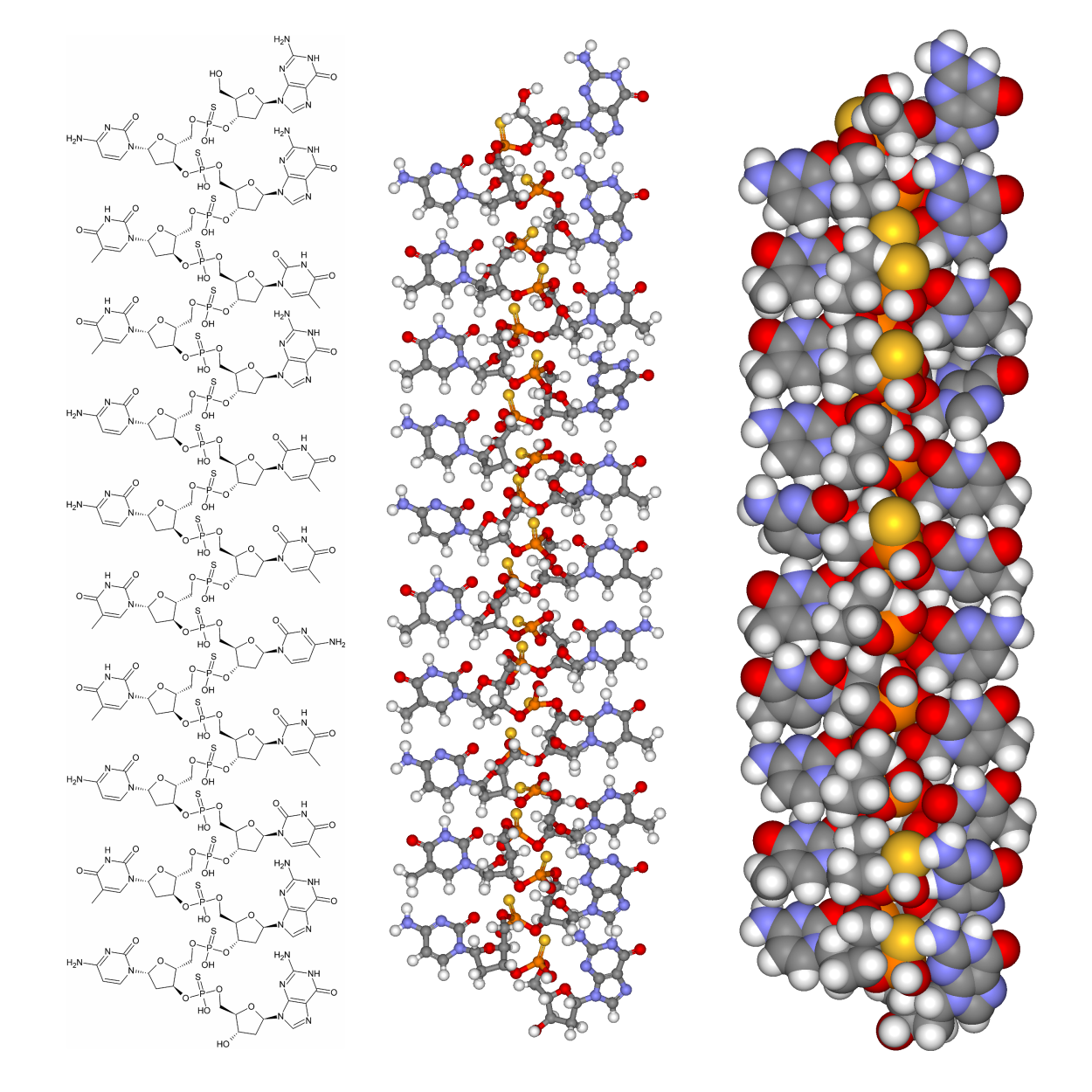
Structuur van Fomivirsen

Fomivirsen (merknaam: Vitravene) is een antisense antiviraal geneesmiddel dat wordt gebruikt tegen een infectie met het cytomegalovirus (CMV) bij patiënten met een  niet goed functionerend immuunsysteem (afweersysteem) zoals aidspatiënten.
Fomivirsen is een mRNA Antisense-gen dat het voor mensen schadelijke cytomegalievirus (CMV) onschadelijk kan maken. Door de binding aan het complementaire mRNA wordt de translatie van het mRNA van het virus geblokkeerd en daardoor wordt de genexpressie verhinderd voor de aanmaak van het IE86 en IE55 proteine.
Fomivirsen was het eerste gesynthetiseerde middel uit de groep van de oligonucleotiden. In 1998 werd het middel toegelaten door de Food and Drug Administration (FDA) in de Verenigde Staten en een jaar later ook in Nederland door het CBG.